# Knock Me Down
Knock Me Down е деветият издаден сингъл на американската фънк рок група Ред Хот Чили Пепърс. Това е шестата песен от албума Mother's Milk.
Песента представлява негативен поглед към типичния егоистичен начин на живот на рок звездите и представлява един вид отказване и отхвърляне на наркотиците. Песента става първият хит на групата, който се задържа в класациите.
Антъни Кийдис и Джон Фрушанте са двамата вокалисти в песента, но парчето е миксирано по такъв начин, че гласа на Фрушанте е много по-силно изразен.